# Joshua Kennedy
Joshua Blake Kennedy (Wodonga, 1982. augusztus 20. –) korábbi ausztrál válogatott labdarúgó, csatár.